# Neoplocaederus viridipennis
Neoplocaederus viridipennis là một loài bọ cánh cứng trong họ Cerambycidae.